# Club Agrupación Voleibol Esquimo 2015-2016
Questa voce raccoglie le informazioni riguardanti il Club Agrupación Voleibol Esquimo nelle competizioni ufficiali della stagione 2015-2016.

## Organigramma societario
Area direttiva
- Presidente: Antonio Marín
- Vicepresidente: Martos Galán

Area organizzativa
- Tesoriere: Martos Galán

Area tecnica
- Allenatore: José Manuel González
- Allenatore in seconda: Carlos García
- Scout man: José Manuel Mallofret

Area sanitaria
- Preparatore atletico: Carlos García

## Rosa
| N° | Nome                   | Ruolo | Data di nascita  | Nazionalità sportiva |
| -- | ---------------------- | ----- | ---------------- | -------------------- |
| 1  | Sergio Bruque          | L     | 27 dicembre 1986 | Spagna               |
| 2  | Luis Justiniano        | S/O   | 20 giugno 1990   | Spagna               |
| 3  | Julián García-Torres   | C     | 8 novembre 1980  | Spagna               |
| 4  | José Vicente Cabrera   | C     | 30 aprile 1992   | Spagna               |
| 5  | Francisco Fernández    | L     | 10 marzo 1995    | Spagna               |
| 6  | Miguel Ángel Garamendi | S/O   | 27 febbraio 1979 | Spagna               |
| 7  | Humberto Machacón      | S     | 5 ottobre 1989   | Colombia             |
| 9  | Guillermo Loeches      | P     | 20 agosto 1996   | Spagna               |
| 11 | Milan Jovanović        | P     | 8 agosto 1996    | Serbia               |
| 12 | Carlos Daniel Mejias   | C     | 26 dicembre 1989 | Spagna               |
| 13 | Daniel Muñoz           | S/O   | 8 aprile 1994    | Spagna               |
| 14 | José María Castellano  | S/O   | 25 gennaio 1995  | Spagna               |
| 15 | Stefano Nassini        | C     | 10 agosto 1987   | Spagna               |